# Dorffeld (Naturschutzgebiet)
Koordinaten: 51° 54′ 11″ N, 7° 48′ 37″ O

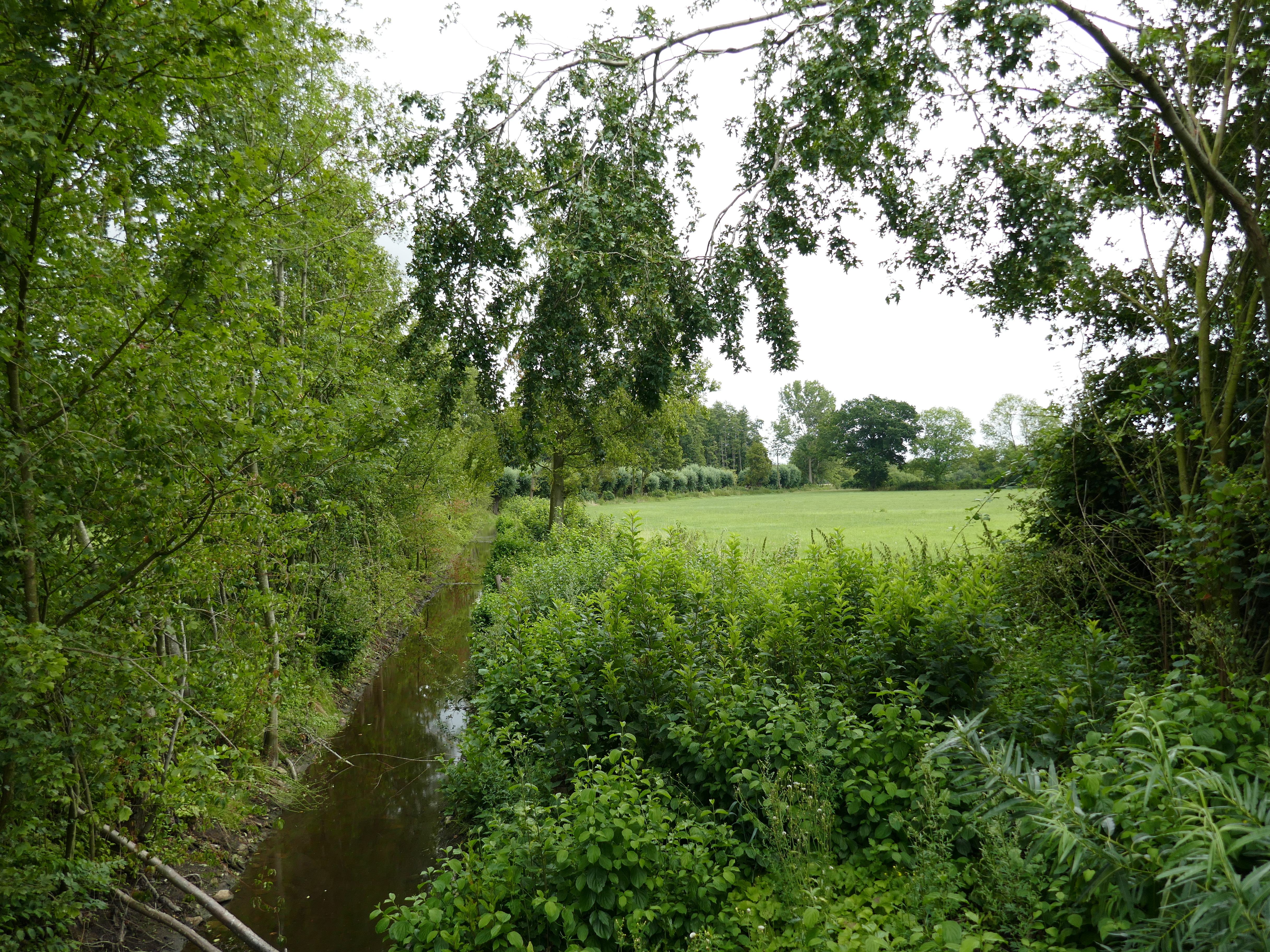
Naturschutzgebiet Dorffeld bei Alverskirchen, Piepenbach

Das Naturschutzgebiet Dorffeld liegt auf dem Gebiet der Gemeinde Everswinkel im Kreis Warendorf in Nordrhein-Westfalen. Das rund 87 ha große Gebiet, das im Jahr 1991 unter der Schlüsselnummer WAF-028 unter Naturschutz gestellt wurde, erstreckt sich südwestlich des Kernortes Everswinkel und südlich des Ortsteils Alverskirchen. Östlich des Gebietes verläuft die Landesstraße L 811, südlich erstreckt sich das 64,6 ha große Naturschutzgebiet Angelniederung. Durch das Gebiet hindurch und an seinem östlichen Rand fließt der Piepenbach, ein rechter Zufluss der Angel.